# Falmenta
Falmenta (Falmenta in piemontese e in lombardo) è una frazione di 126 abitanti del comune italiano di Valle Cannobina in provincia del Verbano-Cusio-Ossola, in Piemonte. Fino al 31 dicembre 2018 è stato un comune autonomo; dal 1º gennaio 2019 si è fuso con i comuni di Cavaglio-Spoccia e Cursolo-Orasso per dare vita al nuovo comune di Valle Cannobina.

## Geografia fisica
Falmenta si trova nella parte alta della Valle Cannobina, una stretta vallata percorsa dal torrente Cannobino.
Il centro abitato di Falmenta è situato in costa sulla falda meridionale del monte Riga (1 290 m s.l.m.) e vi si giunge dalla Strada statale 631 della Valle Cannobina.

## Storia
Falmenta e Gurro divennero una parrocchia congiunta nel 1569, affrancandosi così dalla matrice di Orasso. Il parroco doveva risiedere sei mesi in un paese e sei mesi nell'altro. Successivamente, nel 1613 le due comunità furono rese totalmente autonome dal vescovo di Milano Federigo Borromeo.
Dopo il passaggio dalla diocesi di Milano a quella di Novara nel 1817, Falmenta ebbe la concessione di continuare a seguire il rito ambrosiano, nonostante quasi tutte le altre parrocchie della valle passarono al rito romano. In ogni caso, in occasione nel sinodo diocesano del 1990, è stato ripristinato integralmente il rito ambrosiano in tutta la vecchia pieve di Cannobio.
Il 1º gennaio 2019 Falmenta si è fusa con i comuni di Cursolo-Orasso e Cavaglio-Spoccia per dare vita al comune di Valle Cannobina.

### Simboli
Lo stemma e il gonfalone erano stati concessi con decreto del presidente della Repubblica del 2 marzo 1993.
Lo stemma era di rosso, alla torre d'argento, merlata alla ghibellina, fondata sulla pianura di verde; al capo di azzurro, caricato di due stelle di otto raggi d'oro, ordinate in fascia.
Il gonfalone era costituito da un drappo di verde al palo di bianco.

## Monumenti e luoghi d'interesse

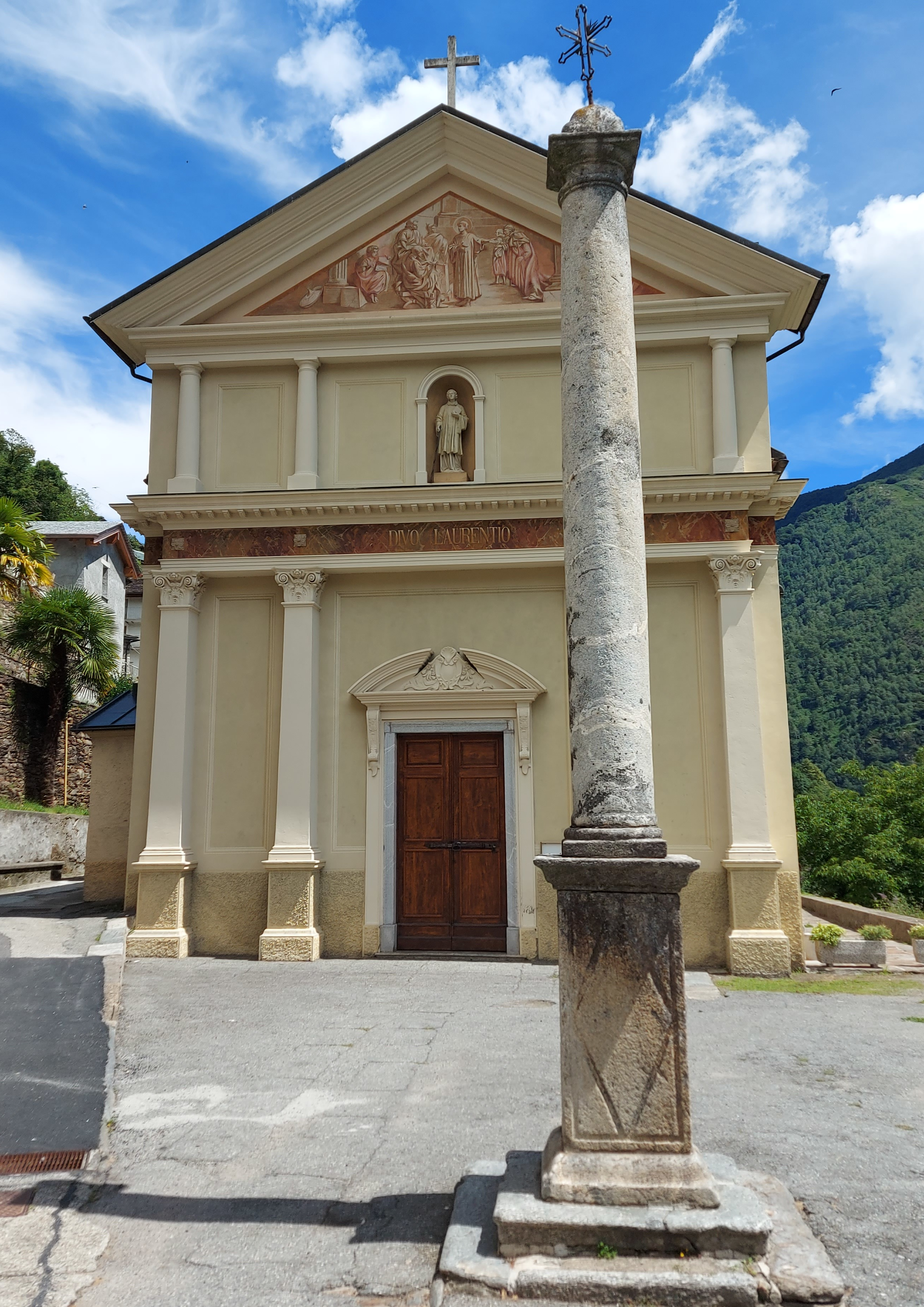
Chiesa parrocchiale di San Lorenzo
La parrocchia di Falmenta è intitolata a san Lorenzo diacono e martire romano, la chiesa parrocchiale risale al 1565 successivamente rimaneggiata, all'interno un pregevole altare ligneo riccamente decorato acquistato dagli abitanti nel XVII secolo.

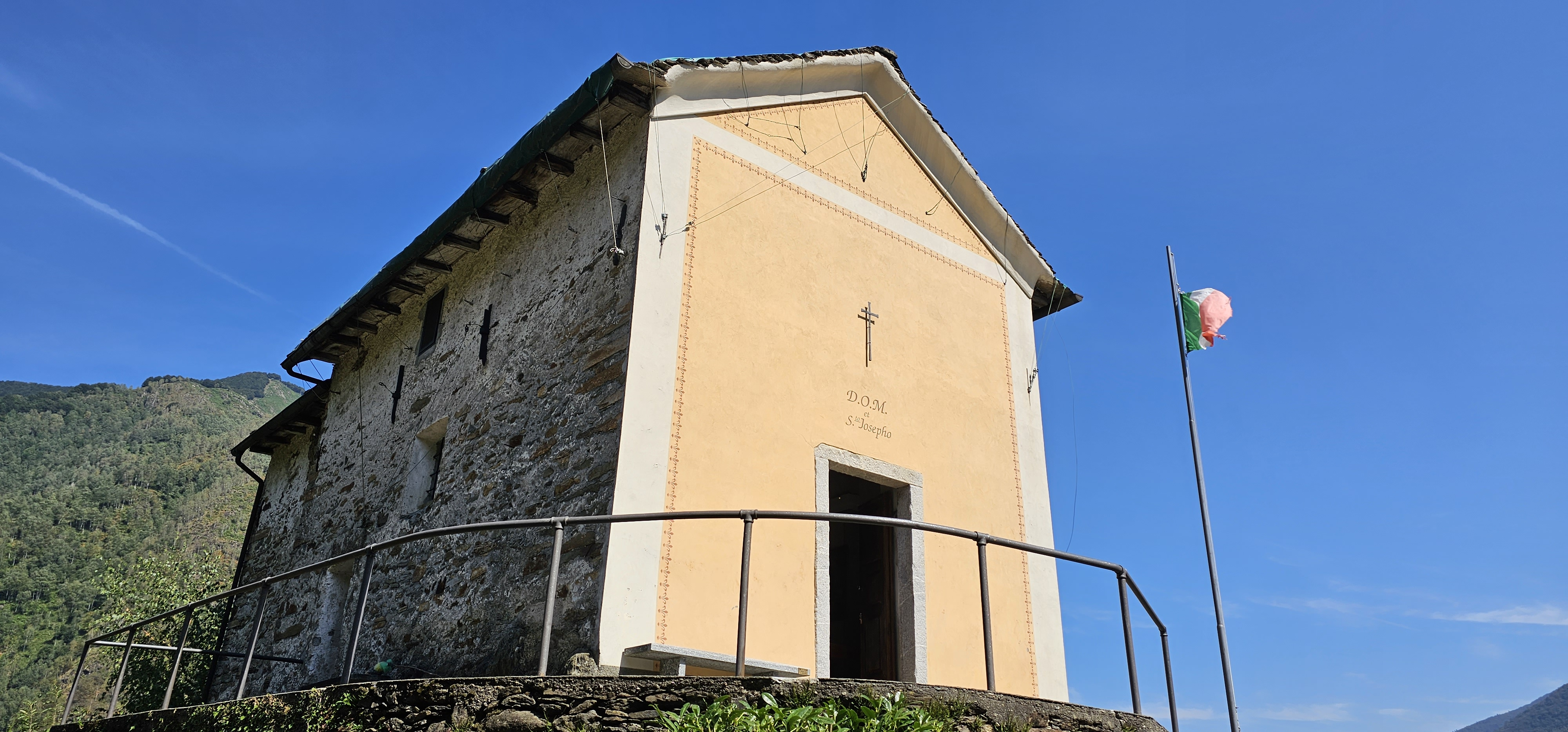
Oratorio di San Giuseppe
A est dell'abitato in località Sasso Durone, costruito nel 1680 dalla famiglia Grassi Rovendini. Nel 1744 venne ceduto alla Confraternita dei Morti.
Oratorio della Vergine di Re
In località Casa Zanni, venne inaugurato nel 1902.
Oratorio della Beata Vergine degli Angeli
Situato a Camberto, piccola frazione raggiungibile con una strada asfaltata, è dedicato alla Madonna Assunta. L'edificio risale alla fine del XVII secolo ed è stato consacrato nel 1744.
Oratorio della Natività di Maria
Costruito prima del 1757, si trova a Solgia, una fazione raggiungibile solo a piedi. Di pregio è la statua della Madonna del Rosario.

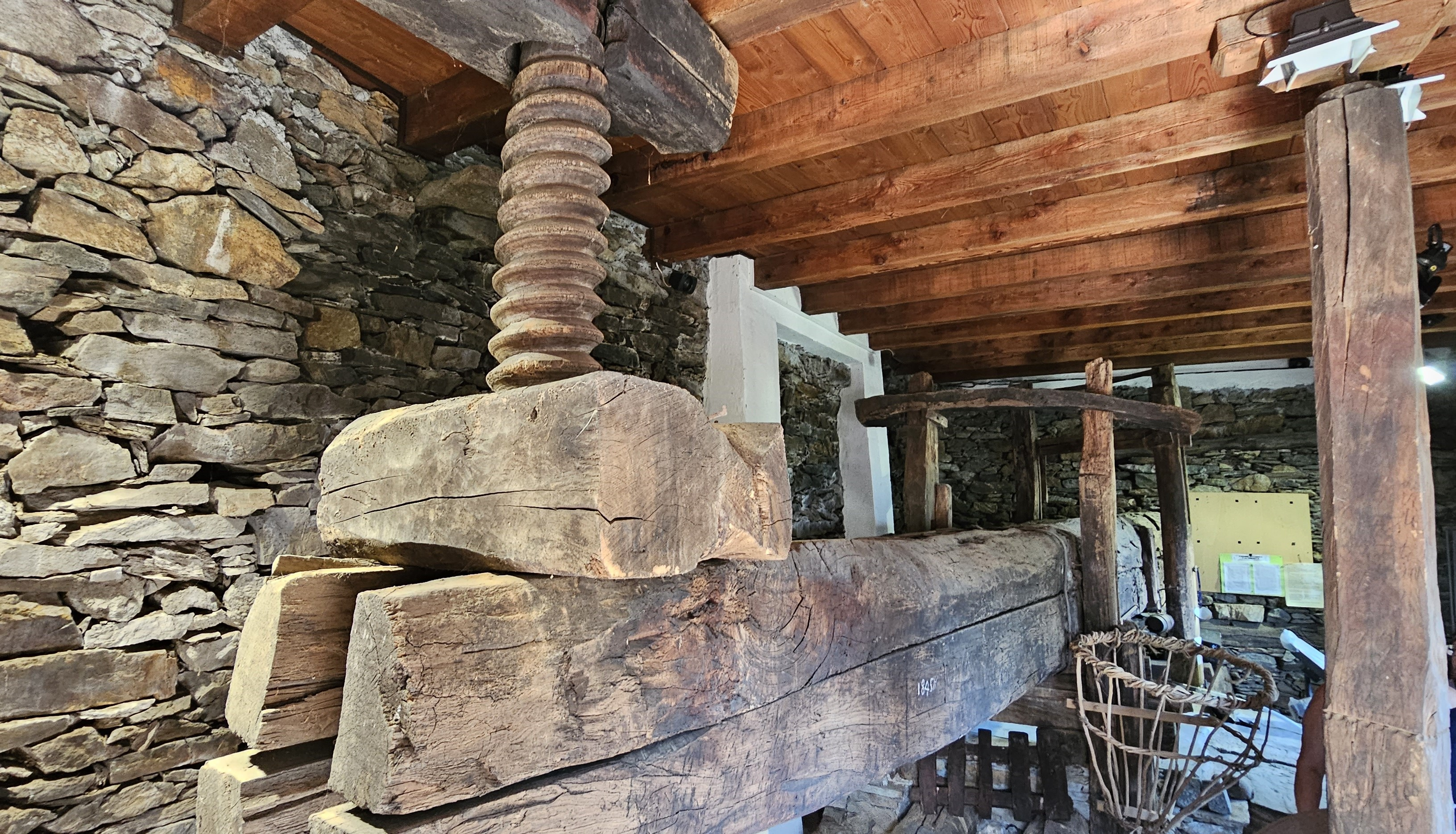
Museo del torchio
Poco distante dalla chiesa parrocchiale si trova un edificio che ospita un antico torchio utilizzato in passato per ricavare l'olio dalle noci. Come si legge dall'iscrizione su una trave, l'edificio risale a prima del 1826. Il torchio è costituito da una grade pressa in legno collegata ad una vite che consentiva la spremitura delle noci.

## Società

### Evoluzione demografica
Abitanti censiti

## Escursionismo alpino
Nel territorio di Falmenta si trova la capanna Fornà, sulle pendici del monte Zeda, posta a 1649m s.l.m. con 15 posti letto. Sullo spartiacque tra Falmenta e Gurro si trova inoltre la cappella-bivacco della Fulka, punto di sosta e preghiera degli alpigiani dei paesi vicini.

## Amministrazione
| Periodo          | Periodo        | Primo cittadino | Partito                               | Carica  | Note |
| ---------------- | -------------- | --------------- | ------------------------------------- | ------- | ---- |
| 20 novembre 1995 | 17 aprile 2000 | Alberto Buzio   | Centro-sinistra                       | Sindaco |      |
| 17 aprile 2000   | 5 aprile 2005  | Ermes Isella    | lista civica                          | Sindaco |      |
| 5 aprile 2005    | 30 marzo 2010  | Luigi Milani    | lista civica                          | Sindaco |      |
| 30 marzo 2010    | 31 maggio 2015 | Luigi Milani    | lista civica                          | Sindaco |      |
| 31 maggio 2015   | 1 gennaio 2019 | Luigi Milani    | lista civica - Falmenta per il futuro | Sindaco |      |